# Eva Maria Waibel
Eva Maria Waibel (* 1. November 1953 in Dornbirn; geborene Eva Maria König) ist eine österreichische Pädagogin und Psychologin sowie ehemalige Politikerin (ÖVP). Waibel war von Mai 1995 bis Oktober 2000 als Landesrätin Mitglied der Vorarlberger Landesregierung.

## Ausbildung und Beruf
Eva Maria Waibel wurde am 1. November 1953 als Tochter des Allgemeinmediziners  Gebhard König und seiner Frau Senta in Dornbirn geboren. Sie besuchte die Volksschule und das Bundesgymnasium Dornbirn, wo sie 1972 die Matura ablegte. Anschließend absolvierte sie die Pädagogische Akademie in Wien und anschließend in Feldkirch, wo sie mit dem Volksschullehramt abschloss. In weiterer Folge absolvierte sie die Lehramtsprüfung für Hauptschulen in den Fächern Deutsch sowie Geschichte und Sozialkunde. Daraufhin arbeitete sie als Volks- und Hauptschullehrerin sowie am Polytechnischen Lehrgang.
Von 1985 bis 1995 wirkte sie am Pädagogischen Institut des Landes und des Bundes in Vorarlberg. Dort war sie zunächst für die Entwicklung von Konzepten zur Drogenprävention zuständig, die sich im Laufe der Jahre zu Konzepten zur Suchtprävention, zur Gesundheitsförderung und schließlich zur Persönlichkeitsstärkung von Kindern und Jugendlichen wandelten. Dazu kamen im Laufe der Jahre auch die Themen AIDS-Prävention, Sexualpädagogik sowie Allgemeine Pädagogik.
Von 1985 bis 1989 studierte sie gleichzeitig nebenberuflich an der Universität Innsbruck Pädagogik und Psychologie und schloss dieses Studium 1989 mit der Sponsion zum Magister philosophiæ (Mag. phil.) ab. Von 1990 bis 1995 erhielt Eva Maria Waibel daraufhin einen Lehrauftrag an der Pädagogischen Akademie Feldkirch und absolvierte währenddessen eine Psychotherapieausbildung bei der  Gesellschaft für Logotherapie und Existenzanalyse in Wien, die sie im Jahr 1994 abschloss. Im Jahr 1993 promovierte Waibel zum Doktor philosophiæ (Dr. phil.) an der Universität Innsbruck.
1995 erfolgte der Wechsel in die Landespolitik, woraufhin Eva Maria Waibel den Lehrbetrieb vorläufig verließ. Nach ihrem Rückzug aus der Politik im Jahr 2000 kehrte sie wieder in den Lehrbetrieb zurück und ging als Gastprofessorin an die Trinity University im kanadischen Vancouver. Im November 2001 wurde Eva Maria Waibel von der Regierung des Schweizer Kantons Luzern zur Leiterin der dortigen Lehrerinnen- und Lehrerweiterbildung ernannt. Diese Stelle trat sie Anfang 2002 an und übte sie bis 2006 aus.
Von 2006 bis 2014 ereilte Waibel der Ruf als Dozentin an die Pädagogische Hochschule Zug, wo sie Bildungs- und Sozialwissenschaften, Pädagogische Psychologie sowie Allgemeine Didaktik lehrte und die Studierendenberatung aufbaute. Zeitgleich war sie von 2008 bis 2012 auch an der Pädagogischen Hochschule Tirol tätig, wo sie im Zentrum für Führungspersonen, in der Aus-, Fort- und Weiterbildung von Schulleitenden wirkte. Von 2012 bis 2018 war Eva Maria Waibel an der Pädagogischen Hochschule Kärnten – Viktor Frankl Hochschule – tätig. Ihre Aufgabe bestand darin, diesen Schwerpunkt mit Leben zu erfüllen. Zudem unterrichtete sie dort humanwissenschaftliche Fächer.
Ab dem Jahr 2000 entwickelte sie maßgeblich die „Existenzielle Pädagogik“, eine Pädagogik auf Basis des Gedankenguts von Viktor E. Frankl und dessen Weiterentwicklung durch Alfried Längle. Damit einhergehend intensivierte sich ihre Publikationstätigkeit.
Seit 2018 wirkt sie als selbständige Vortragende und ab 2019 als Leiterin des  Instituts für Existenzielle Pädagogik. 2023 entwickelte sie das ehrenamtliche Projekt „Unterrichtscoaching“, bei dem vor allem im Ruhestand befindliche Lehrpersonen junge und quer einsteigende Lehrpersonen in ihren ersten Dienstjahren unterstützen.

## Engagements
Seit 1968 engagierte sich  Waibel ehrenamtlich im Österreichischen Jugendrotkreuz, zuerst als Klassen- und Schulsprecherin, danach als Mitarbeiterin und Leiterin von verschiedenen Ausbildungs- und Ferienlagern und schließlich als Leiterin der Vorarlberger Jugendrotkreuzgruppen sowie als Delegierte der Österreichischen Jugendrotkreuzgruppen in die Bundestagung. 1993 zog sie sich zurück und erhielt als Dank und Anerkennung die Henri-Dunant-Medaille in Gold.
Bereits mit 16 Jahren leitete sie eine Jugendrotkreuzgruppe („Helfende Jugend“) in Dornbirn und baute ab 1973 eine neue Gruppe in Innsbruck („Jugendrotkreuzgruppe Uni Innsbruck“) auf. Auf ihre Initiative geht die Entwicklung des Helfi-Programms (erstmals 1984 erschienen) zurück, das sie auch als Mitautorin (gemeinsam mit Leopold Kratochwil) maßgeblich gestaltete.
Ab 1992 engagierte sie sich in der  GLE (Gesellschaft für Existenzanalyse und Logotherapie) als Vertreterin der Ausbildungskandidaten und Ausbildungskandidatinnen und schließlich im Vorarlberger Landesverband für Psychotherapie (VLP) (bis zu ihrem Eintritt in die Politik, 1995). Aktuell ist Eva Maria Waibel Co-Vorsitzende des Vorarlberger Instituts für Existenzanalyse und Logotherapie sowie Beirätin für Existenzielle Pädagogik für die  GLE-international.
Seit 2014 ist Eva Maria Waibel Mitglied der ÖFEB (Österreichische Gesellschaft für Forschung und Entwicklung im Bildungswesen).
Zudem ist sie Mitglied der Schiedskommission der Medizinischen Universität Innsbruck (seit 2019).

## Politische Karriere
Eva Maria Waibel wurde  im Jahr 1977 durch Mitgliedschaft im Österreichischen Arbeitnehmerinnen- und Arbeitnehmerbund sowie später in der Österreichischen Frauenbewegung, zwei Teilorganisationen der ÖVP, Parteimitglied der Volkspartei. Von 1992 bis 2001 war sie Landesobmann-Stellvertreterin des ÖAAB in Vorarlberg, von 1996 bis 2001 auch Landesobfrau der Frauenbewegung in Vorarlberg.
Am 17. Mai 1995 wurde  Waibel zur Nachfolgerin der als Unterrichtsministerin in die Bundesregierung wechselnden bisherigen Landesrätin Elisabeth Gehrer bestellt. Waibel hatte zuvor nicht dem Vorarlberger Landtag angehört und galt daher als Quereinsteigerin in der Landespolitik. Als Landesrätin unterstanden Eva Maria Waibel in der Folge die Ressorts Schule, Wissenschaft und Weiterbildung, Jugend und Familie sowie Frauen und Entwicklungszusammenarbeit in der Vorarlberger Landesregierung. Zugleich war sie amtsführende Präsidentin des Vorarlberger Landesschulrats.
Aus freien Stücken legte Waibel am 11. Oktober 2000 ihr Amt nieder und verließ die Vorarlberger Landesregierung um, laut eigener Aussage, wieder in ihre ursprünglichen Berufsfelder zurückzukehren. Ihre Nachfolgerin als Landesrätin wurde Greti Schmid.

## Wissenschaftliche und publizistische Tätigkeit
Ab 2018 widmete sich Eva Maria Waibel ganz der „Existenziellen Pädagogik“, einer Pädagogik, die Kinder und Erziehende in ihrer Person stärken und Unterstützung für ein erfülltes, existenzielles Leben bereithalten soll. Sie gründete 2019 zusammen mit Thomas Happ, Veronika Möltner, Andreas und Doris Hausheer das Institut für Existenzielle Pädagogik. Ziel des Instituts ist einerseits die Verbreitung und andererseits die Akademisierung der Existenziellen Pädagogik durch die Verankerung in Aus-, Fort- und Weiterbildung der Pädagogischen Hochschulen und Fachhochschulen sowie die Etablierung von Hochschullehrgängen und Masterstudiengängen und die Beförderung von verschiedenen Forschungsvorhaben zur Existenziellen Pädagogik.

## Publikationen
- Eva Maria Waibel (2023), Existenzielle Pädagogik. In Döll Marion, Huber Matthias (Hrsg.): Bildungswissenschaft in Begriffen, Theorien und Diskursen: Springer VS: Heidelberg, S. 173–180.
- Eva Maria Waibel (2022), Haltung gibt Halt. Mehr Gelassenheit in der Erziehung. Weinheim/Basel: Beltz/Juventa.
- Eva Maria Waibel (2020), Wertschätzung wirkt Wunder. Perspektiven Existenzieller Pädagogik. Weinheim/Basel: Beltz/Juventa.
- Eva Maria Waibel (2019), Lernen ist kein Zuschauersport. Wege personalen Lernens. In: E&U (Erziehung und Unterricht), 5–6, S. 402–411.
- Eva Maria Waibel (2019), Starke Kinder – authentische Erziehende. Grundlagen der Existenziellen Pädagogik. In: Gerd-Bodo von Carlsburg (Hg.): Transkulturelle Perspektiven in der Bildung. Berlin: Peter Lang, S. 313–330.
- Eva Maria Waibel (2018), Inneres Wachstum durch personale Begegnung. Impulse Existenzieller Pädagogik. In: Existenzanalyse, 2, S. 4–18.
- Heidi Siller/Eva Maria Waibel (2018), Not pure harmony, but less of a power struggle – What do teachers and pedagogues think about Existential Pedagogy? In: The Teacher Educator 53, 1, pp. 44–66.
- Eva Maria Waibel (2017), Stärkung von Lebenskompetenzen durch eine an der Person und deren Sinn orientierten Pädagogik. In: Erziehung & Unterricht, 9–10, 167. Jg., S. 858–866.
- Eva Maria Waibel (2017), Erziehung zum Sinn – Sinn der Erziehung. Grundlagen einer Existenziellen Pädagogik. Überarbeitete Neuauflage. Beltz/Juventa: Weinheim.
- Eva Maria Waibel/Wurzrainer Andreas (2016), Motivierte Kinder – authentische Lehrpersonen. Einblicke in den Existenziellen Unterricht. Weinheim: Beltz/Juventa.
- Eva Maria Waibel (2014), Wie wissen wir, ob wir in der Erziehung richtig handeln? In: Existenzanalyse, Zeitschrift der GLE International 31, 1, S. 26–39.